# Sydney Trains

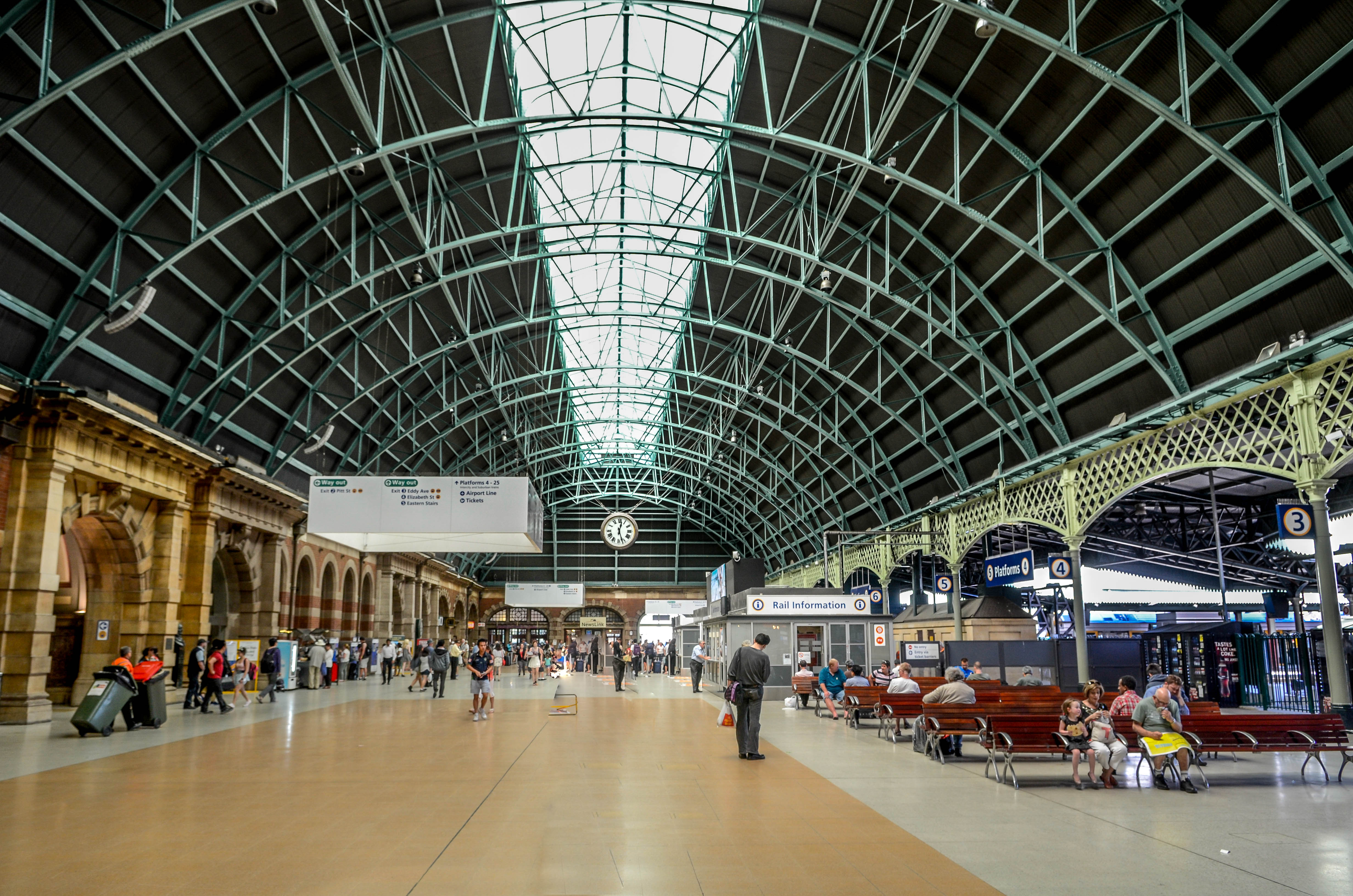
Der Hauptbahnhof Central ist der wichtigste Knotenpunkt des CityRail-Netzes

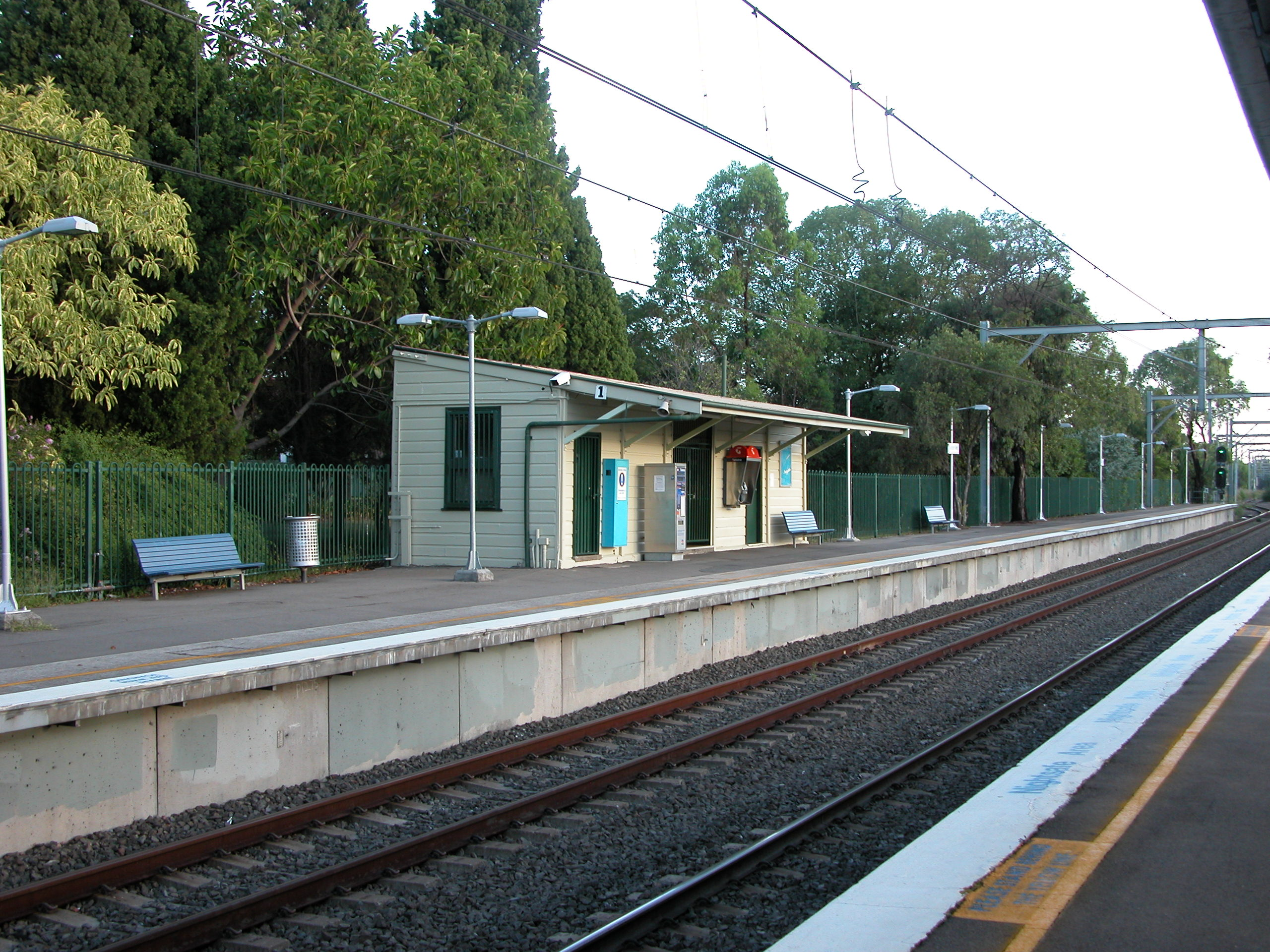
Concord West, ein typischer Vorortbahnhof

Sydney Trains ist der Name einer Eisenbahngesellschaft, die in und um die australische Stadt Sydney ein umfangreiches Netz von S-Bahn-Linien, Regionallinien und Intercity-Linien betreibt. Die Züge fuhren vor 2013 unter dem Titel CityRail. Züge, die weit über den urbanen Raum hinausfahren, heißen NSW TrainLink.
Die Gründung erfolgte im Jahr 1990 auf Grundlage des Transport Administration Act (NSW) 1988 (Verkehrsverwaltungsgesetz New South Wales 1988). Sydney Trains ist im Besitz der Regierung des Bundesstaates New South Wales und eine Tochtergesellschaft der staatlichen Rail Corporation New South Wales (RailCorp); die Schwestergesellschaft CountryLink ist für den Eisenbahnfernverkehr in den ländlichen Gegenden zuständig.
Auf dem Streckennetz mit 302 Bahnhöfen und einer Gleislänge von 2060 Kilometern werden täglich rund 900.000 Fahrgäste befördert. Der größte Teil des Streckennetzes ist mit 1500 Volt Gleichspannung (mit Oberleitung) elektrifiziert, auf einigen entlegenen Teilstücken kommen jedoch auch Dieselzüge zum Einsatz. Sämtliche Züge auf dem Vorortnetz von Sydney sind doppelstöckige Triebwagen.

## Überblick

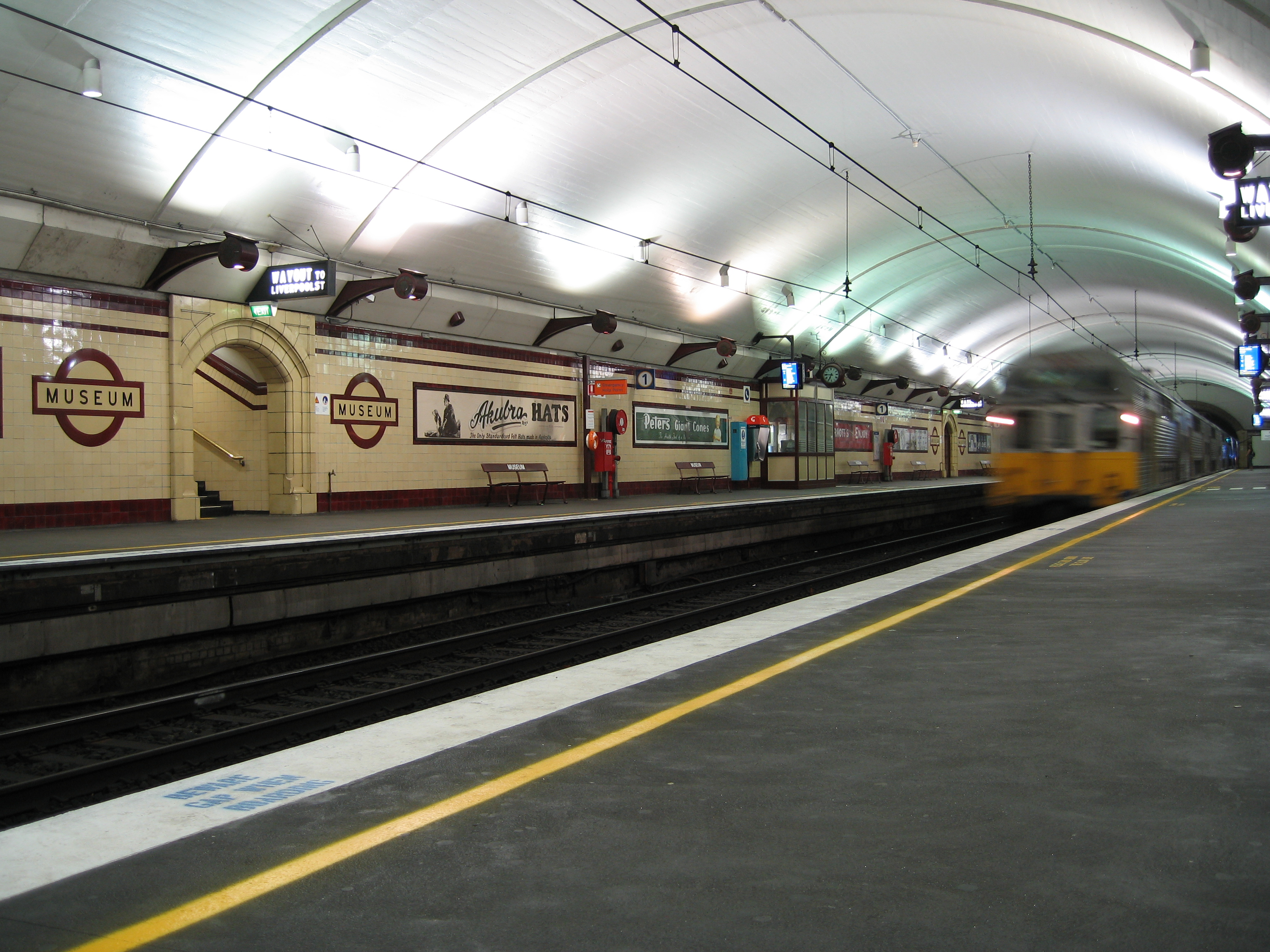
Unterirdischer Bahnhof Museum auf dem City Circle im Stadtzentrum

Das Streckennetz von CityRail ist eine Mischung aus drei verschiedenen Betriebsarten, einem U-Bahn-ähnlichen Netz von Tunnelstrecken im Stadtzentrum, einer S-Bahn im Großraum Sydney und Eisenbahnlinien im ländlichen Raum.
Knotenpunkt des Netzes ist Sydney Central Railway Station. Dieser besteht aus einem Kopfbahnhof und einem Durchgangsbahnhof. Die S-Bahn-Linien passieren den Durchgangsbahnhof und befahren den ganzen oder Teile des City Circle, eines größtenteils unterirdischen Tunnelrings rund um die Innenstadt. Durch die Bündelung mehrerer Linien entsteht eine Zugfolgezeit von wenigen Minuten, sodass dieser Netzteil eher einer U-Bahn ähnelt.
Im Kopfbahnhof enden die Regionallinien, die als „Intercity“ bezeichnet werden, sowie Fernzüge aus den Bundesstaaten New South Wales, Queensland und Victoria sowie dem Rest Australiens. Die Regionallinien führen zu Orten, die bis zu 160 Kilometer vom Stadtzentrum entfernt sind; das Netz reicht bis nach Newcastle im Norden, Lithgow im Westen, Goulburn im Südwesten sowie Wollongong, Kiama und Port Kembla im Süden. Einige wenige Regionalzüge befahren während der Hauptverkehrszeit ebenfalls den City Circle.
Von Newcastle aus verkehren zwei dieselbetriebene Linien durch das Tal des Hunter River nach Scone und Dungog, wobei die meisten Züge bereits in Maitland oder Telarah wenden. Ebenfalls mit Dieselzügen betrieben wird eine Zweigstrecke der South Coast Line zwischen Kiama und Boomaderry-Nowra.
Für den Intercity-Verkehr Sydneys wird zum einen ein eigener Triebwagenpark, mit der Aufschrift „Intercity“ an den Zügen, verwendet. Zum anderen kommen für diese Dienste eigens adaptierte S-Bahn-Züge zum Einsatz.

## Liniennetz

### Vorortlinien

CityRail-Liniennetzplan der Vorortlinien von Sydney 2024

| Linie                               | Strecke |
| ----------------------------------- | --- |
| T1 North Shore & Western Line       | Berowra – Hornsby – North Sydney – Central – Strathfield – Lidcombe – Parramatta – Blacktown – Emu Plains / – Richmond               |
| T2 Inner West Line & Leppington     | City Circle – Central – Strathfield – Lidcombe – Granville – Parramatta / – Liverpool – Leppington                                   |
| T3 Bankstown Line                   | City Circle – Central – Sydenham – Bankstown – Birrong – Liverpool / – Lidcombe (Abschnitt Bankstown–Sydenham geschlossen, Metrobau) |
| T4 Eastern Suburbs & Illawarra Line | Bondi Junction – Central – Sydenham – Wolli Creek – Sutherland – Cronulla / – Waterfall                                              |
| T5 Cumberland Line                  | Richmond – Blacktown – Parramatta – Guildford – Liverpool – Leppington                                                               |
| T7 Olympic Park Line                | Lidcombe – Olympic Park |
| T8 Airport & South Line             | City Circle – Central – Flughafen Sydney/Sydenham – Wolli Creek – Glenfield – Macarthur                                              |
| T9 Northern Line                    | Gordon – North Sydney – Central – Strathfield – Epping – Hornsby                                                                     |

### Regional- und Intercity-Linien
| Linie                   | Strecke                                                                |
| ----------------------- | ---------------------------------------------------------------------- |
| South Coast Line        | Central * – Waterfall – Wollongong – Bomaderry (Nowra) / – Port Kembla |
| Southern Highlands Line | Campbelltown * – Bowral – Goulburn                                     |
| Blue Mountains Line     | Central * – Strathfield – Emu Plains – Lithgow                         |
| Northern Line           | Central – Strathfield – Epping – Berowra – Fassifern – Newcastle       |
| Hunter Lines            | Newcastle – Maitland – Dungog / – Scone                                |

* Während der Hauptverkehrszeit verkehren einige Züge der South Coast Line auf dem Abschnitt Central – Bondi Junction, einige der Southern Highlands Line auf dem Abschnitt Campbelltown – Central und einige der Blue Mountains Line auf dem Abschnitt North Sydney – Central.

### Anschlussbuslinien
Sydney Trains betreibt auch einige Überlandbuslinien auf bestimmten Strecken, wo der Eisenbahnpersonenverkehr eingestellt oder die Eisenbahnlinie ganz aufgehoben wurde. Diese Buslinien erscheinen in den Fahrplänen und verwenden dasselbe Tarifsystem, werden aber von privaten Busgesellschaften im Auftrag von Sydney Trains betrieben. Dabei handelt es sich um die Linien:
- Bowral – Thirlmere – Picton
- Wollongong – Robertson – Moss Vale
- Lithgow – Mt. Lambie – Bathurst
- Fassifern – Toronto

### NightRide-Buslinien
Seit 1989 verkehren im Großraum Sydney Nachtbusse. Die im Auftrag von Sydney Trains von privaten Anbietern betriebenen NightRide-Busse verkehren zwischen Mitternacht und fünf Uhr morgens im Stundentakt (an Wochenenden auf einigen Routen sogar halbstündlich). Jede Linie ist mit einem N und einer zweistelligen Zahl gekennzeichnet. Alle Train-Fahrscheine (mit Ausnahme eines Einzelfahrscheins) sind unbeschränkt gültig. Sämtliche Buslinien mit Ausnahme der N20 verkehren von der George Street im Stadtzentrum aus, außerhalb des Bahnhofs Town Hall.

## Geschichte
Die Ursprünge von Sydney Trains reichen bis ins Jahr 1855 zurück, als zwischen Sydney und Parramatta die erste Eisenbahnlinie von New South Wales eröffnet wurde. Parramatta ist heute ein Vorort Sydneys, war damals aber ein bedeutendes Zentrum der Landwirtschaft. Von Beginn an waren die Eisenbahnlinien im Besitz des Bundesstaates. Das staatliche Eisenbahnnetz expandierte rasch; von Sydney und Newcastle aus entstanden zahlreiche Radiallinien, mit Vorortverkehr auf den stadtnahen Abschnitten und sporadischem Betrieb auf den ländlichen Abschnitten.
Alle Züge wurden von Dampflokomotiven gezogen, bis zur Einführung von benzinbetriebenen Lokomotiven in den 1920er Jahren auf einigen Zweigstrecken mit geringem Fahrgastaufkommen. Die erste elektrifizierte Strecke war 1926 jene zwischen Central und dem Vorort Oatley, rund 20 Kilometer südwestlich des Stadtzentrums. Im selben Jahr wurde auch der erste unterirdische Abschnitt zwischen Central und St James eröffnet. Weitere Elektrifizierungen folgten bald darauf. Ein wichtiger Meilenstein war 1932 die Inbetriebnahme der Gleise auf der Sydney Harbour Bridge und die Verbindung der Brücke mit dem Hauptbahnhof mittels eines weiteren Tunnels.
Bis 1948 war die Elektrifizierung des Vorortnetzes weitgehend abgeschlossen. Die Vollendung des City Circle ließ jedoch bis 1956 auf sich warten. 1979 wurde die teilweise unterirdisch verlaufende Strecke vom Stadtzentrum nach Bondi Junction fertiggestellt. Kurz vor Beginn der Olympischen Sommerspiele 2000 wurden neue Strecken zum Kingsford Smith International Airport und zum Sydney Olympic Park eröffnet.
Zwischen 2002 und 2008 wurde eine neue, 13 Kilometer lange, größtenteils unterirdisch verlaufende Strecke zwischen den Bahnhöfen Chatswood und Epping gebaut. Sie erschließt unter anderem das Gelände der Macquarie University und ist seit 2008 eröffnet.

## Fahrzeuge

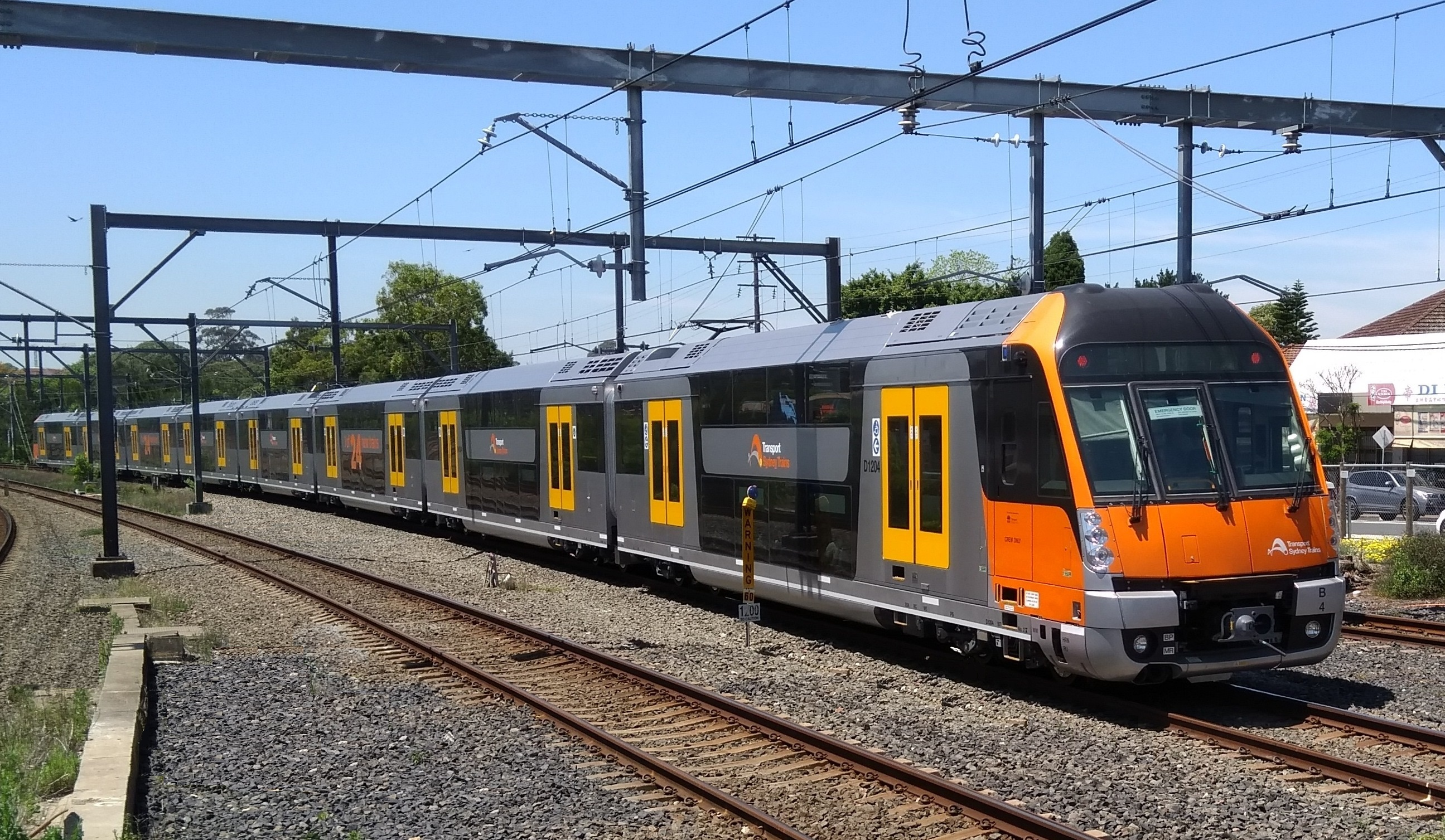
Triebzug des Typs Waratah

Auf dem S-Bahn-Netz werden Doppelstocktriebzüge mit Hochflureinstiegen eingesetzt. Ihre Wagen sind rund 20 Meter lang, 3 Meter breit und 4,4 Meter hoch. Die Energieversorgung erfolgt über eine Oberleitung mit Gleichstrom der Spannung 1,5 kV. Die neuesten Züge, die inzwischen den Großteil des Rollmaterials stellen, sind 119 achtteilige Doppelstocktriebzüge der Baureihen A und B von CRRC Changchun. Sie werden nach der in Australien endemischen Pflanzengattung Telopea Waratah genannt.
Auf den elektrifizierten Intercity-Linien werden ähnliche Fahrzeuge eingesetzt. Die neueste Generation der Baureihe D Mariyung stammt vom südkoreanischen Hersteller Hyundai Rotem und soll in Doppeltraktion mit zehn Wagen verkehren.
Die auf den nicht elektrifizierten Strecken verkehrenden Dieseltriebzüge werden mittelfristig im Rahmen des Regional Train Project durch Zweikrafttriebzüge des Typs Civity von CAF ersetzt.
| Baureihe   | Bild | Typ             | Hersteller                | Anzahl der Züge | Inbetriebnahme | Leistung | Sitzplätze | Wagen pro Triebzug       | Höchstgeschwindigkeit | Anmerkung                                                             |
| ---------- | ---- | --------------- | ------------------------- | --------------- | -------------- | -------- | ---------- | ------------------------ | --------------------- | --------------------------------------------------------------------- |
| V          |      | Elektrotriebzug | Comeng                    | 51              | 1970–1989      |          |            | 4 Wagen                  | 115 km/h              | Einsatz im Intercity-Verkehr, werden durch D-Züge abgelöst            |
| K          |      | Elektrotriebzug | UGL Rail (A Goninan & Co) | 40              | 1981–1985      | 1200 kW  | 452        | 4 Wagen                  | 115 km/h              |                                                                       |
| Tangara    |      | Elektrotriebzug | UGL Rail (A Goninan & Co) | 447 Einzelwagen | 1988–1997      | 1360 kW  | 420        | 4 Wagen                  | 115 km/h              | ursprünglich in zwei Varianten für Nah- und Regionalverkehr beschafft |
| Millennium |      | Elektrotriebzug | EDi Rail                  | 35              | 2002–2005      | 1808 kW  | 452        | 4 Wagen                  | 130 km/h              |                                                                       |
| H OSCAR    |      | Elektrotriebzug | UGL Rail                  | 55              | 2006–2012      | 1600 kW  | 432        | 4 Wagen                  | 130 km/h              | teilweiser Einsatz im Intercity-Verkehr                               |
| A Waratah  |      | Elektrotriebzug | CRRC Changchun            | 78              | 2011–2014      | 2928 kW  | 880        | 8 Wagen                  | 130 km/h              |                                                                       |
| B Waratah  |      | Elektrotriebzug | CRRC Changchun            | 41              | 2018–2021      | 2928 kW  | 880        | 8 Wagen                  | 130 km/h              |                                                                       |
| D Mariyung |      | Elektrotriebzug | Hyundai Rotem             | 122             | 2023–          |          |            | zur Hälfte 4 und 6 Wagen | 160 km/h              | Einsatz im Intercity-Verkehr                                          |
| CAF Civity |      | Elektrotriebzug | CAF                       | 29              | 2026–          |          |            | 3 und 6 Wagen            | 160 km/h              | Einsatz im Intercity-Verkehr, Zweikrafttriebzüge                      |
| Endeavour  |      | Dieseltriebzug  | ABB                       | 14              | 1994–1996      |          |            | 2 Wagen                  | 145 km/h              | Einsatz im Intercity-Verkehr                                          |

## Zukunft
Die Strecke Chatswood–Epping ging in einer U-Bahn auf. Dies ist ein Projekt für eine neue Strecke von einem Entwicklungsgebiet nordwestlich von Sydney (Cudgegong Road) nach Epping. Seit 2019 fahren dort vollautomatische einstöckige Züge im 4-Minuten-Takt. Ab Epping nutzen die Züge die vorhandene Strecke nach Chatswood. Eine Verlängerung Richtung Innenstadt von Sydney und weiter über die Bankstown-Strecke ist für einen späteren Zeitpunkt geplant. Bis zur Fertigstellung dieser Verlängerung muss in Chatswood in die klassischen Züge umgestiegen werden.